# Gfycat
Gfycat(지피캣)은 Richard Rabbat, Dan McEleney 그리고 Jeff Harris가 설립한 비디오 호스팅 서비스 회사이다. 짧은 비디오를 이용하여 일반인도 손쉽게 GIF 파일로 대체 할 수 있다. 2015년에 설립되어 시드머니로 1200만 달러를 모금하였다.
Gfycat은 현재 인기 미국 사이트 중 57위 안에 들었으며, 월간 사용자는 1억 3천만명 이상이다. 사용자 대부분은 영어권 국가(특히 유럽과 라틴아메리카)에 집중되어 있다. 영어, 프랑스어, 스페인어, 러시아어, 우크라이나어, 일본어, 중국어(번체/간체), 한국어 및 아랍어를 포함한 16개의 언어를 지원한다.
Gfycat의 사무소는 에드먼턴 앨버타와 팰로앨토 캘리포니아에 위치한다.
2018년 Gfycat에서 데이터 유출 사건이 발생되어 약 8백만개의 계정이 손상되었으며, 데이터베이스는 드림 마켓에서 공유되었다.
2023년 9월 1일에 서비스가 종료되었다.